# Nackentransparenz

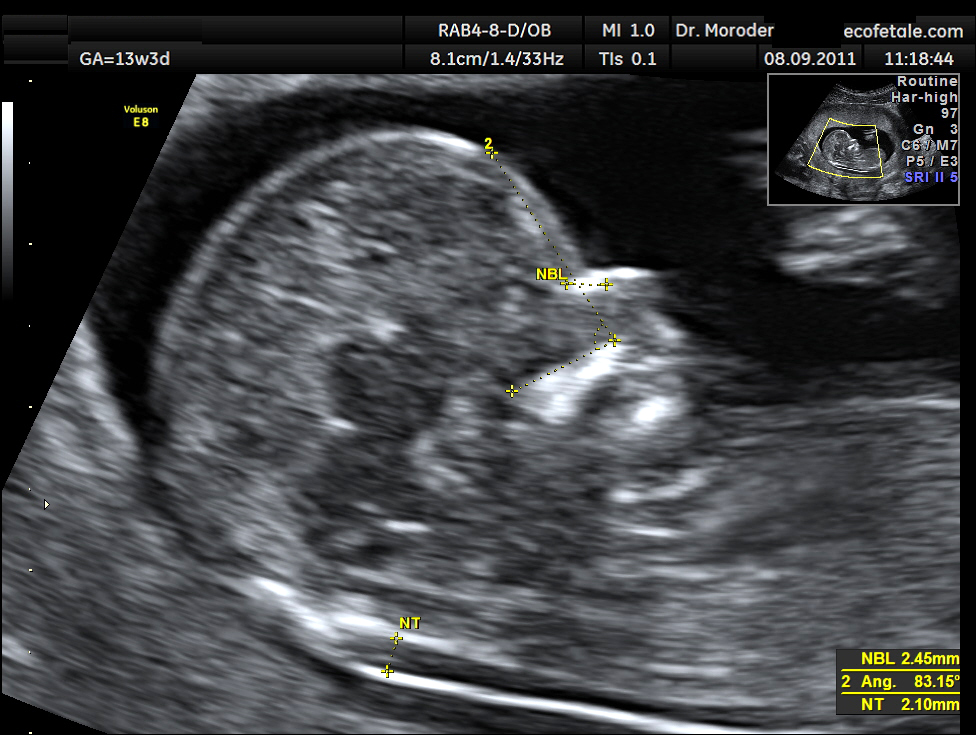
Messung der Nackentransparenz, Gesichtswinkel und Nasenbein

Der Begriff Nackentransparenz bezeichnet eine subkutane, also eine unter der Haut gelegene Flüssigkeitsansammlung (Ödem) zwischen der Haut und dem Weichteilgewebe über der zervikalen Wirbelsäule im Nackenbereich eines ungeborenen Kindes.
Das Ödem tritt im Zeitraum zwischen der 11. und 14. Schwangerschaftswoche auf, in dem sich das Lymphsystem und die Funktionen der Nieren entwickeln. Die Flüssigkeit kann deshalb noch nicht abgeleitet werden und es kommt zu einer Lymphansammlung im Bereich des Nackens, wo die Haut sehr dehnbar ist. Infolge dieses Flüssigkeitsstaus entsteht die Nackentransparenz. Anschließend bildet sich im Verlauf der weiteren Entwicklung diese Lymphansammlung wieder zurück. Der Begriff hat in den letzten Jahren im Rahmen der Pränataldiagnostik Bedeutung erlangt und leitet sich davon ab, dass Flüssigkeiten auf üblichen Ultraschallmonitoren als echofreier Zwischenraum schwarz (black space) und damit transparent (durchsichtig) erscheinen. Bei einer auffallenden Vergrößerung der Nackentransparenz gilt die Wahrscheinlichkeit verschiedener Fehlbildungen als erhöht.

## Nackentransparenzmessung
Synonym für den Begriff der Nackentransparenzmessung werden die Ausdrücke Nackendichtemessung, NT-Screening und umgangssprachlich auch Nackenfaltenmessung verwendet. NT bedeutet nuchal translucency, also Nackentransluzenz bzw. Nackentransparenz. Bei der NT-Messung handelt es sich um einen Suchtest und nicht um eine diagnostische Untersuchung. Das bedeutet, dass ein Teil der Kinder mit einer entsprechenden Besonderheit nicht erkannt wird (falsch negative Ergebnisse) und Regelkindern vielfach „auffällige“ Prognosen attestiert werden (falsch positive Ergebnisse).
Ein NT-Screening wird oft mit einer Untersuchung von zwei biochemischen Laborwerten (PAPP-A und freies β-hCG) im Blut der Schwangeren kombiniert und dann als Ersttrimester-Screening bezeichnet.
Die Messung dient dazu, Schwangere zu identifizieren, die eine statistisch gesehen besonders erhöhte Wahrscheinlichkeit haben, ein Kind mit insbesondere einer Chromosomenbesonderheit und/oder einem Herzfehler zu erwarten, damit ihnen speziell eine weiterführende Diagnostik (z. B. Feinultraschall, Chorionzottenbiopsie, Amniozentese) empfohlen werden kann.
Besonderheiten, bei denen auffallend häufig eine ungewöhnlich vergrößerte Nackentransparenz gefunden werden kann, sind:
- Trisomie 10
- Pätau-Syndrom (Trisomie 13)
- Trisomie 15
- Trisomie 16
- Edwards-Syndrom (Trisomie 18)
- Down-Syndrom (Trisomie 21)
- Trisomie 22
- Triplo-X-Syndrom (Trisomie X)
- Tetrasomie 12 p
- Cornelia-de-Lange-Syndrom
- Noonan-Syndrom

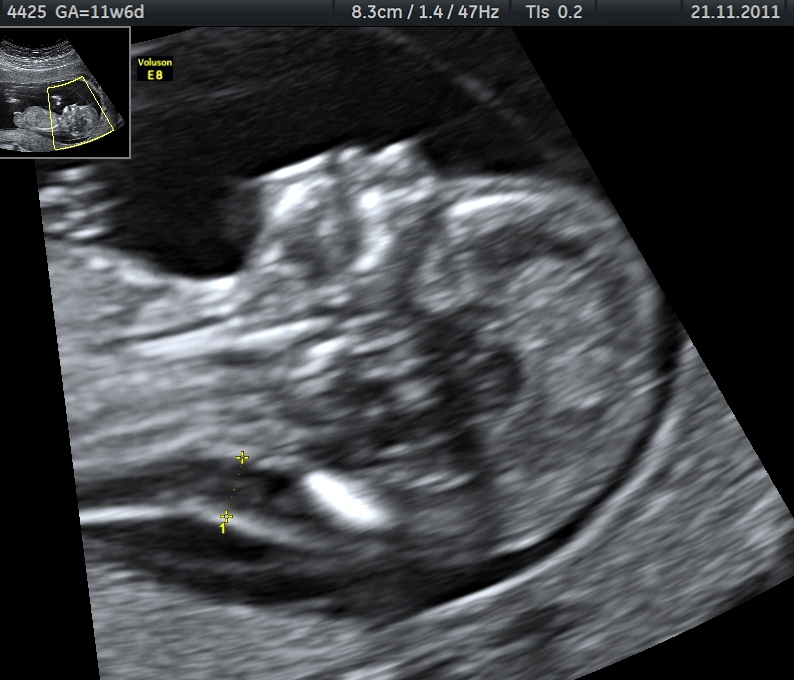
Erhöhte Nackentransparenz bei einem Fötus mit Down-Syndrom - Es kann hier auch kein Nasenbein dargestellt werden

- Turner-Syndrom (Monosomie X / zum Teil sehr ausgeprägte Flüssigkeitsansammlung, die sich bei schweren Formen, bei denen in der Regel ein Herzfehler – typischerweise eine Aortenisthmusstenose – vorliegt, auch über Stirn, Rücken, Brust, Bauch und Fußrücken des Babys ausgebreitet haben kann / zystisches Nackenhygrom, isolierter Hydrothorax, Aszites)
- Smith-Lemli-Opitz-Syndrom
- Joubert-Syndrom
- Ectrodactyly-ectodermal Dysplasia-Syndrom
- Multiple-Pterygien-Syndrom
- Fryns-Syndrom

Andere Ursachen, die zum Teil unabhängig, teils auch in Verbindung mit einer der genannten Chromosomenbesonderheiten beim Baby vorliegen können und zum Teil eine besondere Ausprägung der Nackentransparenz bedingen, sind unter anderem:
- Herzfehler bzw. Funktionsstörungen des Herzens (kardiovaskuläre Veränderungen), insbesondere bei einer Aortenisthmusstenose, also einer Verengung des Übergangs zwischen Aortenbogen und thorakaler Aorta (Brustschlagader)
- Fehlbildungen der Lunge (pulmonale Veränderungen)
- Skelettfehlbildungen (z. B. Achondrogenesie / thanatophore Dysplasie)
- verzögerte bzw. unüblich verlaufende Entwicklung der Lymphgefäße (lymphovaskuläre Veränderungen)
- Stauung von Gefäßen an Hals oder Kopf
- Bewegungsmangel des Kindes
- frühes fetofetales Transfusionssyndrom: Bei Schwangerschaften mit monochorial-diamnioten (und somit eineiigen und immer gleichgeschlechtlichen) Zwillingen mit früh einsetzendem fetofetalem Transfusionssyndrom ist die Nackentransparenz beim Akzeptor (größerer Zwilling) häufig größer als beim Donor (kleinerer Zwilling)
- Zwerchfellhernie (Zwerchfellbruch)
- Nabelhernie (Nabelbruch)
- Fehlbildung(en) der Nieren
- Fehlbildung(en) der Bauchwand

Eine ungewöhnliche große Nackentransparenz gilt als so genannter Softmarker für die genannten Besonderheiten.

## Qualifikation des Untersuchenden
Ärzte, die eine Nackentransparenzmessung durchführen, bedürfen einer besonderen Ausbildung sowie eines ausreichend auflösenden Ultraschallgerätes. Grundsätzlich ist daher eine interne Qualitätssicherung anzustreben. Eine externe Qualitätskontrolle wird vom Verein Fetal Medicine Foundation angeboten, der von den an dieser Kontrolle beteiligten Ärzten jährlich drei Ultraschallbilder und die im Jahr gemessenen Werte erhält und diese dann nach einem Kriterienkatalog überprüft. Nach bestandener Überprüfung der Bilder wird den beteiligten Ärzten ein Zertifikat ausgehändigt.
Der behandelnde Arzt ist verpflichtet, die Schwangere im Vorfeld der Untersuchung ausführlich zu beraten und die Vor- und Nachteile der Nackentransparenzmessung in verständlicher Art und Weise zu erörtern. Dazu gehört auch der Hinweis darauf, dass allein durch die Untersuchung keine Diagnosen möglich sind, sondern bei einem Verdacht auf chromosomale Besonderheiten invasive und vergleichsweise risikoreiche Untersuchungen, z. B. eine Amniozentese oder Chorionzottenbiopsie, folgen müssten, um eine Diagnose zu erhalten.
Darüber hinaus sind Schwangere von ihrem Arzt im Vorfeld der Untersuchung darauf hinzuweisen, dass es für einige körperliche Besonderheiten wie z. B. Herzfehler mittlerweile in der Regel (operative) Therapie- bzw. Behandlungsverfahren gibt, es aber für chromosomal bedingte Besonderheiten keine Therapie zur ursächlichen Heilung gibt, und somit letztlich nur die Annahme des Kindes mit seiner Besonderheit, die nachgeburtliche Freigabe des Kindes zur Adoption bzw. die nachgeburtliche Abgabe des Kindes in eine Pflegefamilie, ein Heim oder der Schwangerschaftsabbruch als Alternativen bestehen.

## Untersuchungszeitpunkt und -verlauf
Die Messung der Nackentransparenz kann zwischen 11+0 und 13+6 Schwangerschaftswochen per Ultraschall vorgenommen werden (bzw. bis zu einer Scheitel-Steiß-Länge des Kindes von max. 84 mm); die besten Ergebnisse werden erzielt, wenn die Untersuchung mit 12 Schwangerschaftswochen durchgeführt wird. Ob der Ultraschall vaginal (über die Scheide) oder transabdominal (über die Bauchdecke) gemacht wird, ist dabei egal, denn die Ergebnisse unterscheiden sich nicht wesentlich. Der Untersuchungsablauf unterscheidet sich für die Schwangere nicht von sonstigen Ultraschalluntersuchungen und ist nach heutigem Wissensstand weder für die Schwangere noch für das ungeborene Kind schädlich.
Zur Berechnung der Ausprägung der Nackentransparenz wird das Ungeborene im Sagittalschnitt, d. h. in der Seitenansicht mit Messansatz parallel zur Mittelachse, per Ultraschall dargestellt. Das Baby sollte möglichst den gesamten Ultraschallmonitor ausfüllen, seine Wirbelsäule sollte unten liegen und sein Kopf darf sich weder in der Flexionsposition noch in der Hyperextensionsstellung befinden.
Die besondere Flüssigkeitsansammlung im Nackenbereich bildet sich bei den meisten Babys nach der 14. Schwangerschaftswoche wieder zurück, so dass eine Messung nach diesem Zeitpunkt kein brauchbares Ergebnis mehr bringen kann.
Es sollten stets mehrere Messungen vorgenommen werden, aus denen dann der Durchschnittswert als Ergebnis ermittelt wird. Interessant ist, dass unterschiedliche Ärzte bei ein und derselben Patientin im gleichen Schwangerschaftsalter nicht selten verschiedene Messwerte bekommen. Bei der sogenannten FASTER-Studie in den USA, an der mehr als 38.000 Schwangere teilnahmen, konnte in 4,5 % der Fälle die Nackentransparenz nicht dargestellt werden.
Anhand der gemessenen Nackentransparenz des Babys, des Alters der Schwangeren, des Schwangerschaftsalters (Schwangerschaftswoche), der Scheitelsteißlänge des Kindes (es muss für diesen Test eine Größe von mindestens 45 mm und höchstens 84 mm haben) und eventuell vorausgegangenen Schwangerschaften mit einem Baby mit Chromosomenbesonderheit wird durch ein Computerprogramm oder eine Wertetabelle eine an Statistiken orientierte individuelle Wahrscheinlichkeitsangabe für ein Kind mit einer Chromosomenbesonderheit erstellt.

## Messwerte
Es ist aufgrund bereits erwähnter üblicher körperlicher Entwicklungen keineswegs ungewöhnlich, sondern völlig normal, dass Babys in der Zeit zwischen der 11. und 14. Schwangerschaftswoche eine Flüssigkeitsansammlung im Nackenbereich haben, deren Wert durchschnittlich bei 1 bis 2,5 mm liegt. Ein NT-Wert ab ca. 3,0 mm gilt als deutlich erhöht, ein Wert von ca. 6,0 mm gilt als stark erhöht.
Die Wahrscheinlichkeit des Auftretens einer Chromosomenaberration wie z. B. Trisomie 21, Trisomie 18, Trisomie 13 oder Turner-Syndrom bei einem NT-Wert von 3 mm ist sehr stark vom Alter der Schwangeren abhängig. Alle NT-Werte, die darunter liegen, sind durchaus im Normalbereich, wobei es auch Ärzte gibt, die ab einem NT-Wert von 2,5 mm zu einer Chromosomenanalyse raten.
Tendenziell ist eine stetige Verschiebung der Grenzwerte nach unten zu beobachten. Dies resultiert daraus, dass die Nackentransparenzmessung generell eine vergleichsweise niedrige Aussagekraft hat, das heißt, dass auch bei im Grunde unauffälligen Werten das Kind z. B. eine Trisomie 21 haben kann. Ebenso können umgekehrt Kinder mit erhöhten Nackentransparenzwerten chromosomal und organisch unauffällig sein.
Bei einigen Babys mit einer der oben genannten Besonderheiten ist der Nackenbereich allerdings in dem Maße auffällig, dass die Werte als Hinweis (als so genannter Softmarker) auf eine Besonderheit angesehen werden. Dabei sagt die Statistik, dass bei vielen Babys mit z. B. einer Form der Trisomie eine ungewöhnlich große Nackentransparenz nur deshalb festgestellt wird, weil sie zusätzlich einen Herzfehler oder andere körperliche Entwicklungsbesonderheiten haben, die mit dem Nackenödem in Verbindung stehen.
So kommt es, dass bei statistisch gesehen 5 % aller Nackentransparenzmessungen ein besonders erhöhter Nackentransparenzwert (Überschreitung der 95. Perzentile) beim ungeborenen Kind festgestellt werden, aber dann nur in etwa 10 von 100 Fällen bei weiterführenden Untersuchungen Besonderheiten mit eigenem Krankheitswert zu finden sind.
Offenbar kommt die hohe Rate der falsch positiven Prognosen oft dadurch zustande, dass die Messungen häufig zu weit unten im Nackenbereich angesetzt werden und dadurch natürlich insgesamt größere Werte gemessen werden, als eigentlich vorliegen. Auch kommt es häufiger vor, dass die Nackenhaut des Kindes mit dem Amnion (= der das Kind umgebende Fruchtwassersack) verwechselt und aufgrund dessen ein ungewöhnlich großes Nackenödem festgestellt wird, obgleich eigentlich keine besondere Ausprägung vorliegt.

## Prognose und weiteres Vorgehen
Der Wert der Messung kann zum Anlass genommen werden, weiterführende pränataldiagnostische Untersuchungen vornehmen zu lassen, durch die bestimmte Chromosomenbesonderheiten und körperliche Fehlbildungen mit hoher Sicherheit diagnostiziert bzw. ausgeschlossen werden können.
Angaben zur genauen prognostischen Korrelation zwischen den absoluten NT-Werten (in Millimeter) und den verschiedenen Chromosomenaberrationen, genetischen Syndromen und Fehlbildungen sind nicht möglich. Dazu weisen die bisher bekannten Ergebnisse aus den unterschiedlichen Studien eine zu große Streuung auf.
Für die Beurteilung eines eventuellen Herzfehlers und anderer körperlicher Besonderheiten ist eine Ultraschalldiagnostik erforderlich, wie z. B. der Feinultraschall, die Doppler-Sonographie oder Aufnahmen im 3D-Ultraschall. Diese können bzw. sollten jedoch erst in späteren Schwangerschaftswochen durchgeführt werden, da sie vorher nur wenig Aussagekraft besitzen bzw. keine genauen Einschätzungen der jeweiligen Fehlbildung zulassen. Selbst in späteren Stadien sind viele Herzfehler in ihrer Ausprägung und vor- und nachgeburtlicher Behandelbarkeit nicht exakt zu beurteilen.
Für die Abklärung chromosomaler Besonderheiten ist die Inanspruchnahme invasiver Untersuchungsmethoden nötig und somit wird „die Ultraschalluntersuchung (…) auch die Schiene für pränataldiagnostisch-invasive Maßnahmen wie Fruchtwasserpunktion, Chorionzottenbiopsie und Chordozentese“ (Maier, 2000, S. 128).

## Neue Aspekte
In den letzten Jahren hat die Arbeitsgruppe um Professor Kypros Nicolaides in London versucht, nicht nur die Qualitätssicherung der Nackentransparenz-Messung voranzutreiben, sondern auch versucht, in derselben Schnittebene, in der die Messung erhoben wird, Anzeichen (Marker) zu finden, um bisher mit 11–13 Schwangerschaftswochen nicht oder nur schwer erkennbare Fehlbildungen zu erkennen. Erste Pilotstudien zeigen vielversprechende Ergebnisse für Spina bifida, Dandy-Walker-Fehlbildung und Corpus-callosum-Agenesie. Allerdings gilt auch hier, dass solche Pilotstudien durch große Folgestudien bestätigt werden müssen. Für Spina bifida und Dandy-Walker-Fehlbildung gibt es erste solche Ergebnisse.
Außerdem wurde die Ultraschalluntersuchung, die ursprünglich nur das Screening auf Chromosomenstörungen beinhaltete, deutlich weiterentwickelt, so dass auch ein Screening auf Frühgeburtsrisiko und Präeklampsie möglich wird. Dies macht möglich, dass durch eine frühe Erkennung der Hochrisikopopulation eine frühe Prävention dieser beider gefürchteten Schwangerschaftskomplikationen möglich wird. Verglichen mit Chromosomenstörungen sind sowohl Präeklampsie (vereinfacht: Bluthochdruckerkrankungen in der Schwangerschaft, "Schwangerschaftsvergiftung") als auch Frühgeburtlichkeit deutlich häufiger auftretend als auch mit relativ einfachen Mitteln (Medikamentenapplikation) deren Risiko durch eine frühe Diagnosestellung senkbar verglichen mit der Einstufung als Hochrisiko mit 20–22 Schwangerschaftswochen (Chaoui, 2009; Scheier, 2011; Brückmann, 2013; Lachmann, 2010; Lachmann, 2011; Lachmann, 2012a; Lachmann 2012b; Lachmann, 2013; Lachmann und Schleussner, 2013; Lachmann und Schlembach, 2013; Lachmann R, 2013; Lachmann R, 2014).

## Situation in einzelnen Ländern

### Deutschland
Eine Nackentransparenzmessung gehört in Deutschland nicht zu den üblichen Vorsorgeuntersuchungen während der Schwangerschaft. Sie darf nur dann durchgeführt werden, wenn die Schwangere bzw. das Elternpaar dies ausdrücklich wünscht, denn sie ist gemäß den Mutterschaftsrichtlinien kein Bestandteil der Mutterschaftsvorsorge und somit eine Privatleistung, die entsprechend selbst bezahlt werden muss. In der Diskussion ist jedoch, die Nackentransparenzmessung zu einem festen Bestandteil einer der drei in den Richtlinien verankerten Ultraschalluntersuchungen zu machen.
Gegen eine Übernahme der Nackentransparenzmessung durch die Krankenkassen hat sich beispielsweise die Lebenshilfe-Zeitung in ihrer Ausgabe vom September 2005 ausgesprochen. Es sei „nicht Aufgabe der gesetzlichen Krankenversicherung, Untersuchungen anzubieten, die ohne therapeutische Ansatzmöglichkeit einzig der Suche nach einer Behinderung gelten“, zumal erst nachfolgende Untersuchungen wie die Amniozentese beispielsweise „Wochen später Klarheit über die mögliche Diagnose einer Behinderung bringen“. Auch Krankenkassen stehen einer entsprechenden Neuerung mit Blick auf Folgekosten eher skeptisch gegenüber, da diagnostische Sicherheit nur über Folgeuntersuchungen möglich ist.

### Schweiz
Im Rahmen des Ersttrimestertests (ETT), das durch die obligatorische Krankenpflegeversicherung (Grundversicherung) abgedeckt ist, wird eine Nackentransparenzmessung durchgeführt, sofern die Schwangere dem zustimmt. Ist das berechnete Risiko im Rahmen des Ersttrimestertests für Trisomie 21, 18 oder 13 höher als 1:1000, so wird ein nicht-invasiver Trisomie-Bluttest (NIPT) ebenfalls von der Grundversicherung übernommen.